# 渉外法律事務所
渉外法律事務所（しょうがいほうりつじむしょ）とは、日本の法律事務所のうち、その主たる業務分野として渉外性（国際性）のあるビジネス法務を扱っているものを指す。「渉外事務所（しょうがいじむしょ）」、もしくは単に「渉外（しょうがい）」とも呼ばれる。
かつて日本の大手弁護士事務所の多くは、渉外案件をそれらの業務の中心に据えており、そのためにしばしば「大手渉外事務所」と呼ばれていた。しかしながら外国法共同事業に基づいた欧米法律事務所が日本で展開するようになるに至り、四大法律事務所と呼ばれるような大手法律事務所では現在、いずれも日本国内の企業法務案件へとその事業分野をシフトしている。

## 概要
「渉外」とは、対外的な事項に関することを意味し、法曹においては、「外国法ないし外国人が関わる」という程度の意味となる。すなわち、「渉外」は、「国際」とほぼ同義であり、「渉外案件」とは、国際的な法律案件を指すことになる。ここで、渉外案件を取り扱う弁護士は、「渉外弁護士」と通称される。この「渉外」や「渉外法律事務所」、「渉外弁護士」といった用語は法律上定義されているわけではなく、弁護士法などの法令中にも見られない。
「渉外案件」は以下の二つに大別され、これらはいずれも外国法共同事業を通しての取り扱いが可能となっている。
1） アウトバウンド業務
日本企業による外国企業の買収、外国企業との合併や業務提携、日本国外における株式の発行や起債、金融取引、訴訟、仲裁などに係わる法務サービス （= 主に外国法が関連するもの）
2） インバウンド業務
外国企業や外資系国内企業による日本企業の買収、日本企業との合併や業務提携、日本国内での金融取引や訴訟などに係わるサービス （= 主に日本法が関連するもの）

## 歴史
明治・大正期
明治5年（1872年）の司法職務定制により代言人制度が設けられた後、星亨、増島六一郎といった代言人が渉外法務を担う。増島は東京、横浜、神戸、上海に事務所をおいた。
明治期には、米国人弁護士が日本において法律事務所を開設した例があり、そのうち、ニコラス・N・マカイバーが横浜に開設した法律事務所が、後の青木総合法律事務所の起源である。また、湯浅法律事務所（現在のユアサハラ法律特許事務所）も設立された。
終戦から60年代初めまで
第二次世界大戦終結後の連合国軍の占領下において、1949年制定の弁護士法の下、外国弁護士資格者（主にアメリカの弁護士）は、最高裁の承認を得て弁護士会の準会員として、日本において法律事務を行うということができるという特例が認められていた。なお、承認を受けた外国弁護士資格者の事務所は外国弁護士資格者法律事務所と称するものとされた。この特例は弁護士法の1955年改正によって終了したが、経過規定により、すでに準会員である外国弁護士はその後も引き続き業務を行うことができた。当時の渉外法務（主に米国との関係）はこのような準会員系事務所にほぼ独占されていた。後のアンダーソン・毛利法律事務所はこの時期に設立された準会員系の渉外事務所である。準会員系事務所ではないが、米国人弁護士であるトーマス・Ｌ・ブレークモアにより設立されたブレークモア法律事務所（後の常松簗瀬関根法律事務所の出身母体でもある）もこの時期に設立された。この時期の渉外法務は主として外国弁護士の経営する法律事務所により担われていた。
60年代半ば
1960年代半ばからは、日本の弁護士によって渉外法務が開拓されるようになった。所沢・長島法律事務所（後の長島・大野法律事務所）が渉外法務に携わるようになったのも、当初から渉外法務を志向した西村小松友常法律事務所（後の西村総合法律事務所、小松・狛・西川法律事務所及び友常木村法律事務所）が設立されたのもこの時期である。
70年代から80年代
渉外法務は主に日本の弁護士によって担われる。柳田濱田法律事務所（後の柳田野村法律事務所と濱田松本法律事務所）、東京青山法律事務所、桝田江尻法律事務所（後のあさひ法律事務所国際部門）、三井安田法律事務所が設立された。
90年代
先進的な米国の企業法務に接する機会の多い渉外事務所のいくつかが、国内企業法務において業務を拡大し、同時にその規模も拡大した。後に四大法律事務所と呼ばれるようになる大手渉外事務所はこの時期から急速にその規模を拡大し、国内企業法務の割合を拡大してきた。一方、いわゆる外弁規制の緩和に伴い、特定共同事業を通じて日本の法律事務所をその傘下におく外国法律事務所があった。
2000年代
いわゆる大手渉外事務所が、中小規模の法律事務所を吸収して規模及び分野を拡大する例が相次ぎ、四大法律事務所などと呼ばれる。常松簗瀬関根法律事務所、濱田松本法律事務所、友常木村法律事務所、及び青木総合法律事務所といった金融ブティックや、三井安田法律事務所やあさひ・狛法律事務所といった準大手法律事務所が解散し、四大法律事務所などの他の大規模法律事務所に吸収されるか、外国法律事務所の傘下に入る。
一方で、外弁規制のさらなる緩和によって外国法共同事業が導入され、中小規模の国内法律事務所を傘下におさめる外国法律事務所があった。

## 主な業務分野
以下のように分類できる。
企業法務
コーポレートともいう。一般企業法務、M&A、独禁法関係、労使関係、不動産取引、国際商取引など。
金融法務
ファイナンスともいう。キャピタル・マーケット、バンキング、保険、金融規制、ストラクチャード・ファイナンス、アセット・マネジメントなど。
倒産・事業再生
法的又は私的な清算又は再建に関わる。
争訟
国内外を問わず、民事訴訟、行政訴訟（特に税務訴訟）、仲裁あるいは交渉などによる紛争解決。
知的財産
社内調査・危機管理
新興国関連（中国、東南アジア、インド、中東など）
その他
行政機関等との協力、セミナー、論文執筆、書籍出版などである。